# Andringitra leucomacrantha
Andringitra leucomacrantha är en malvaväxtart som först beskrevs av Bénédict Pierre Georges Hochreutiner, och fick sitt nu gällande namn av Skema. Andringitra leucomacrantha ingår i släktet Andringitra och familjen malvaväxter. Inga underarter finns listade i Catalogue of Life.